# Antero Svensson

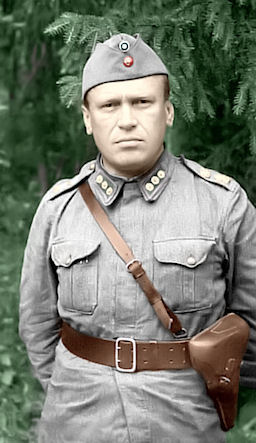
Antero Johannes Svensson

Antero Johannes Svensson, född 30 november 1892 i Reso, död 26 april 1946 i Helsingfors, var en finländsk militär, generalmajor 1941.
Svensson anslöt sig till jägarrörelsen och deltog i finska inbördeskriget 1918. Under vinterkriget ledde han försvaret av Kollaa. Under fortsättningskriget var han kommendör för en division vid erövringen av Sordavala och vid Aunusnäset. Mellan 1943 och 1944 var han kommendör för en armékår i Aunus och vid Viborgska buktens nordvästra strand. Från 1944 till 1946 var han kommendör för Lätta Brigaden.